# 数字

アラビア数字の10桁の数字を値の順に並べたものです。

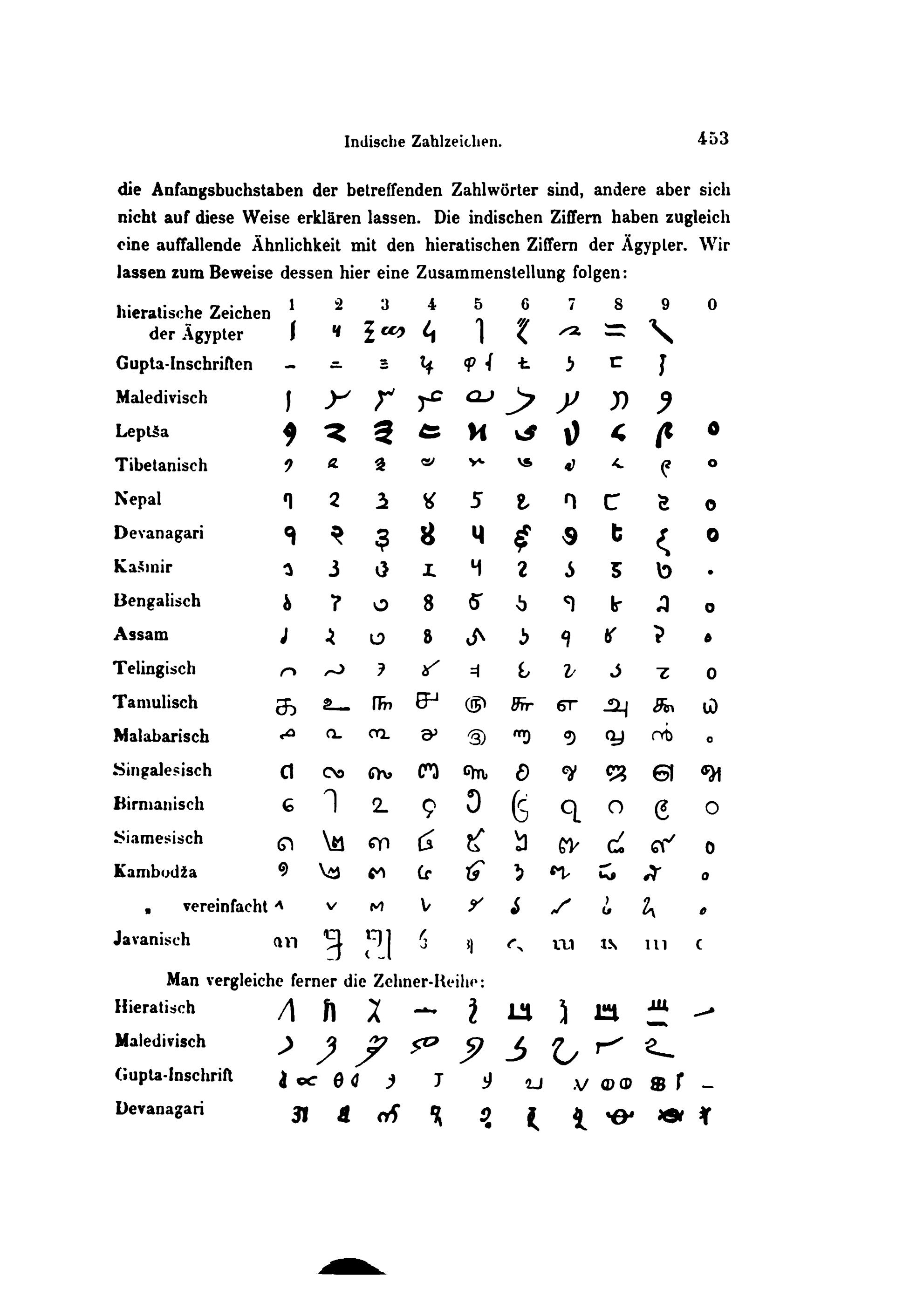
様々な数字

数字（すうじ、英: numeral）とは、数（数値、数量、英: number）を表現するための記号（英: figure, 英: digit）および文字（英: character, 英: letter）である。

## 概要
アラビア数字の 1, 2, 3, 4, 5, ... とローマ数字の I, II, III, IV, V, ... とは異なる文字だが、同じ数を表す。一方、数を表す語は数詞と呼ばれる。ローマ数字の記法をコンピューター上で書く場合、アルファベットに置き換えられることが多い。（ⅢをIII、ⅲをiiiなど）
欧米語では，数を表す数字の記号（figure, digit：例はアラビア数字）と文字（character, letter：例はローマ数字）とを区別している。
非常に多くの数字体系で、1 は 1 つの線か 1 つの点として表される。また、2 や 3 などは 1 を表す記号を列べて表される。これは、数の表記が数える対象物と記号との一対一対応であったことの名残であると考えられる。また、無を表す 0 は円形として表される例が散見される。

## おもな数字の体系

### 一進法
- 画線法

### 「三の倍数」進法
十二進法
- クウェンヤ数字（クウェンヤ数字 →クウェンヤ）

### 「五の倍数」進法
十進法
- インド数字
- アラビア数字
- ローマ数字
- 漢数字
- 算木
- 蘇州号碼（蘇州碼）
- アルメニアの数字
- ギリシアの数字
- ヘブライ数字
- キリル数字
- アラビア文字記数法
- ブラーフミー数字
- エトルリア数字
- ビルマ数字
- タイ数字
- インカ数字（キープ (インカ)）

二十進法
- マヤ数字
- イヌイット数字（en:Kaktovik Inupiaq numerals）
- ゾンカ数字（en:Dzongkha numerals）

### 複合型
六十進法
- バビロニア数字（補助位数は十進法。→バビロニア数学）